# Papua-Nowa Gwinea na Mistrzostwach Świata w Lekkoatletyce 2013
Papua-Nowa Gwinea na Mistrzostwach Świata w Lekkoatletyce 2013 – reprezentacja Papui-Nowej Gwinei podczas mistrzostw świata w Moskwie liczyła 2 zawodników.

## Występy reprezentantów Papui-Nowej Gwinei

### Mężczyźni
| Konkurencja                | Zawodnik    | Eliminacje | Eliminacje | Półfinał | Półfinał | Finał    | Finał   |
| Konkurencja                | Zawodnik    | Rezultat   | Pozycja    | Rezultat | Pozycja  | Rezultat | Pozycja |
| -------------------------- | ----------- | ---------- | ---------- | -------- | -------- | -------- | ------- |
| Bieg na 400 m przez płotki | Mowen Boino | 51,49 (SB) | 33.        | NQ       | NQ       | NQ       | NQ      |

### Kobiety
| Konkurencja   | Zawodnik   | Eliminacje | Eliminacje | Półfinał | Półfinał | Finał    | Finał   |
| Konkurencja   | Zawodnik   | Rezultat   | Pozycja    | Rezultat | Pozycja  | Rezultat | Pozycja |
| ------------- | ---------- | ---------- | ---------- | -------- | -------- | -------- | ------- |
| Bieg na 100 m | Toea Wisil | 11,61      | 31.        | NQ       | NQ       | NQ       | NQ      |
| Bieg na 200 m | Toea Wisil | 24,23      | 44.        | NQ       | NQ       | NQ       | NQ      |